# Amphiura brachyactis
Amphiura brachyactis är en ormstjärneart som beskrevs av Clark 1938. Amphiura brachyactis ingår i släktet Amphiura och familjen trådormstjärnor. Inga underarter finns listade i Catalogue of Life.